# Revelation Records
Das Hardcore-Label Revelation Records wurde 1987 von Jordan Cooper und Ray Cappo, welche bei den Bands Youth of Today, Shelter und Better Than a Thousand tätig waren, gegründet. Ihre Absicht bestand darin, die erste Warzone-Single zu veröffentlichen. Cappo entschloss sich allerdings schon ein Jahr später Equal Vision Records ins Leben zu rufen, um ein Label für Bands zu gründen, die denselben religiösen Interessen folgen wie er. Mit Cooper als alleinigem Chef entwickelte sich das Label gut und wuchs stetig. Bis 2003 wurden über 100 Platten herausgebracht. Die erfolgreichsten Veröffentlichungen waren Gorilla Biscuits’ „Start Today“ und „No Spiritual Surrender“ von Inside Out.
Der Sitz von Revelation Records befindet sich in Huntington Beach, Los Angeles. Fest etabliert hat sich das Label in der Hardcore-Szene spätestens Anfang 1990. Hierfür verantwortlich waren Bands wie Gorilla Biscuits, Youth of Today, Chain of Strength, Side by Side oder Judge.
Inzwischen beschäftigt Revelation Records etwa 20 Angestellte, welche die Aufgaben des Labels koordinieren und die Bands betreuen.
2002 wurde ein Sampler zum 15-jährigen Jubiläum mit dem Titel „Revelation 100: A Fifteen Year Retrospective of Rare Recordings“ herausgebracht, außerdem wurden Platten von Dag Nasty und Curl Up and Die veröffentlicht.